# Кречетово (Чечня)
Кречетово (рос. Кречетово) — хутір у Наурському районі Чечні Російської Федерації.
Населення становить 98 осіб. Входить до складу муніципального утворення Іщерське сільське поселення.

## Історія
Згідно із законом від 14 липня 2008 року органом місцевого самоврядування є Іщерське сільське поселення.

## Населення
| 1926 | 1990 | 2002 | 2010 |
| ---- | ---- | ---- | ---- |
| 63   | ↗312 | ↘150 | ↘98  |